# Доколумбова хронология Северной Америки
Североамериканские археологические культуры в американской археологии привязаны к нижеследующей хронологической таблице.

## Пятистадийная классификация
Одну из наиболее устоявшихся классификаций археологических периодов и культур Северной Америки предложили Гордон Уилли и Филип Филлипс в книге 1958 года «Метод и теория американской археологии» (Method and Theory in American Archaeology). Они разделили археологическую историю Америки на 5 стадий:
1. Литический период
2. Архаический период
3. Формационный период
4. Классический период
5. Постклассический период

Данная датировка используется также в археологии Месоамерики, где делится на более подробные этапы и очень хорошо хронологически привязана к большому количеству месоамериканских культур. Североамериканские культуры, по сравнению с месоамериканскими, изучены хуже, поэтому североамериканская датировка — более приблизительная.
| Палеоиндейский период (Литический период) (18000 до н.э. — 8000 до н. э.) | Палеоиндейский период (Литический период) (18000 до н.э. — 8000 до н. э.) | Кловис                                                                          | Кловис                                         |                                                              |
| Палеоиндейский период (Литический период) (18000 до н.э. — 8000 до н. э.) | Палеоиндейский период (Литический период) (18000 до н.э. — 8000 до н. э.) | Западная традиция рифленых инструментов                                         | Западная традиция рифленых инструментов        | c. 11200 до н.э. — 9000 до н. э., Калифорния                 |
| Палеоиндейский период (Литический период) (18000 до н.э. — 8000 до н. э.) | Палеоиндейский период (Литический период) (18000 до н.э. — 8000 до н. э.) | Пост-Петтерн                                                                    | Пост-Петтерн                                   | c. 11000 до н.э. — 7000 до н. э., северо-западная Калифорния |
| Палеоиндейский период (Литический период) (18000 до н.э. — 8000 до н. э.) | Палеоиндейский период (Литический период) (18000 до н.э. — 8000 до н. э.) | Традиция Фолсом                                                                 | Традиция Фолсом                                | c. 9000 до н. э. — 8000 до н. э.                             |
| Палеоиндейский период (Литический период) (18000 до н.э. — 8000 до н. э.) | Палеоиндейский период (Литический период) (18000 до н.э. — 8000 до н. э.) | Традиция Долтон                                                                 | Традиция Долтон                                | c. 8500 до н. э.— 7900 до н. э.                              |
| Архаичный период (8000 до н. э. — 1000 до н. э.)                          | по временным периодам                                                     | Ранний архаичный период 8000 до н. э.— 6000 до н. э.                            | Культуры Плано                                 |                                                              |
| Архаичный период (8000 до н. э. — 1000 до н. э.)                          | по временным периодам                                                     | Ранний архаичный период 8000 до н. э.— 6000 до н. э.                            | Палеоарктическая традиция                      | 8000 до н. э. — 5000 до н. э.                                |
| Архаичный период (8000 до н. э. — 1000 до н. э.)                          | по временным периодам                                                     | Ранний архаичный период 8000 до н. э.— 6000 до н. э.                            | Морский архаичный период                       |                                                              |
| Архаичный период (8000 до н. э. — 1000 до н. э.)                          | по временным периодам                                                     | Ранний архаичный период 8000 до н. э.— 6000 до н. э.                            | Люди красной краски                            |                                                              |
| Архаичный период (8000 до н. э. — 1000 до н. э.)                          | по временным периодам                                                     | Средний архаичный период 6000 до н. э.— 3000 до н. э.                           | Традиция Чиуауа                                | около 6000 до н. э.— около 250 н. э.                         |
| Архаичный период (8000 до н. э. — 1000 до н. э.)                          | по временным периодам                                                     | Позднеархаичный период 3000 до н. э.— 1000 до н. э.                             | Арктическая традиция малых орудий              | 2500 до н. э.— 800 до н. э.                                  |
| Архаичный период (8000 до н. э. — 1000 до н. э.)                          | по временным периодам                                                     | Позднеархаичный период 3000 до н. э.— 1000 до н. э.                             | Алеутская традиция                             | 2500 до н. э.— 1800 до н. э.                                 |
| Архаичный период (8000 до н. э. — 1000 до н. э.)                          | по местонахождению                                                        | Большой Бассейн                                                                 | Пустынный архаичный период                     |                                                              |
| Архаичный период (8000 до н. э. — 1000 до н. э.)                          | по местонахождению                                                        | Большой Бассейн                                                                 | Средний архаичный период                       |                                                              |
| Архаичный период (8000 до н. э. — 1000 до н. э.)                          | по местонахождению                                                        | Большой Бассейн                                                                 | Поздний архаичный период                       |                                                              |
| Архаичный период (8000 до н. э. — 1000 до н. э.)                          | по местонахождению                                                        | Месоамерика                                                                     | Мексиканский архаичный период                  |                                                              |
| Архаичный период (8000 до н. э. — 1000 до н. э.)                          | по местонахождению                                                        | Юго-запад США: Архаический Юго-запад                                            | Культура Сан-Диегито-Пинто                     | c. 6500 г. до н. э. — c. 200 н. э.                           |
| Архаичный период (8000 до н. э. — 1000 до н. э.)                          | по местонахождению                                                        | Юго-запад США: Архаический Юго-запад                                            | Культура Чиуауа                                | c. 6000 г. до н. э. — c. 250 н. э.                           |
| Архаичный период (8000 до н. э. — 1000 до н. э.)                          | по местонахождению                                                        | Юго-запад США: Архаический Юго-запад                                            | Традиция Ошара                                 | c. 5500 г. до н. э. — c. 600 н. э.                           |
| Архаичный период (8000 до н. э. — 1000 до н. э.)                          | по местонахождению                                                        | Юго-запад США: Архаический Юго-запад                                            | Культура Кочис                                 | 5000 г. до н. э. — 200 г. до н. э.                           |
| Архаичный период (8000 до н. э. — 1000 до н. э.)                          | по местонахождению                                                        | Калифорния                                                                      | Горизонт Миллингстоун (или Традиция Энсинитас) | c. 5500 г. до н. э. — 1500 г. до н. э.                       |
| Архаичный период (8000 до н. э. — 1000 до н. э.)                          | по местонахождению                                                        | Калифорния                                                                      | Промежуточный горизонт (или Традиция Кэмпбелл) | c. 1500 г. до н. э. — 1000 г. н. э.                          |
| Пост-архаичный период (1000 до н. э. — по настоящее время)                | на севере                                                                 | Традиция Нортона                                                                | Стадия Чорис                                   | около 1000 до н. э. — 500 до н. э.                           |
| Пост-архаичный период (1000 до н. э. — по настоящее время)                | на севере                                                                 | Традиция Нортона                                                                | Нортон                                         | 500 до н. э. — 800 н. э.                                     |
| Пост-архаичный период (1000 до н. э. — по настоящее время)                | на севере                                                                 | Традиция Нортона                                                                | Стадия Ипьютак                                 | 1 н. э. — 800 н. э.                                          |
| Пост-архаичный период (1000 до н. э. — по настоящее время)                | на севере                                                                 | Культура Дорсет                                                                 | Культура Дорсет                                | 500 до н. э. — 1500 н. э.                                    |
| Пост-архаичный период (1000 до н. э. — по настоящее время)                | на севере                                                                 | Люди Туле                                                                       | Люди Туле                                      | 1000 г. н. э. — 1600 г. н. э.                                |
| Пост-архаичный период (1000 до н. э. — по настоящее время)                | на юго-западе и по классификации Пекос                                    | Ранняя эра изготовителей корзин II                                              | Ранняя эра изготовителей корзин II             | 1200 г. до н. э. — 50 г н. э.                                |
| Пост-архаичный период (1000 до н. э. — по настоящее время)                | на юго-западе и по классификации Пекос                                    | Поздняя эра изготовителей корзин II                                             | Поздняя эра изготовителей корзин II            | 50 г н. э. — 500 г. н. э.                                    |
| Пост-архаичный период (1000 до н. э. — по настоящее время)                | на юго-западе и по классификации Пекос                                    | Эра изготовителей корзин III                                                    | Эра изготовителей корзин III                   | 500 г. н. э. — 750 г. н. э.                                  |
| Пост-архаичный период (1000 до н. э. — по настоящее время)                | на юго-западе и по классификации Пекос                                    | Эра пуэбло I                                                                    | Эра пуэбло I                                   | 750 г. н. э. — 900 г. н. э.                                  |
| Пост-архаичный период (1000 до н. э. — по настоящее время)                | на юго-западе и по классификации Пекос                                    | Эра пуэбло II                                                                   | Эра пуэбло II                                  | 900 г. н. э. — 1150 г. н. э.                                 |
| Пост-архаичный период (1000 до н. э. — по настоящее время)                | на юго-западе и по классификации Пекос                                    | Эра пуэбло III                                                                  | Эра пуэбло III                                 | 1150 г. н. э. — 1350 г. н. э.                                |
| Пост-архаичный период (1000 до н. э. — по настоящее время)                | на юго-западе и по классификации Пекос                                    | Эра пуэбло IV                                                                   | Эра пуэбло IV                                  | 1350 г. н. э. — 1600 г. н. э.                                |
| Пост-архаичный период (1000 до н. э. — по настоящее время)                | на юго-западе и по классификации Пекос                                    | Эра пуэбло V                                                                    | Эра пуэбло V                                   | 1600 г. н. э. — по настоящее время                           |
| Пост-архаичный период (1000 до н. э. — по настоящее время)                | на юго-западе и по народам                                                | Анасази (древние пуэбло)                                                        | Анасази (древние пуэбло)                       | 1 г н. э. — 1300 г. н. э.                                    |
| Пост-архаичный период (1000 до н. э. — по настоящее время)                | на юго-западе и по народам                                                | Хохокам                                                                         | Хохокам                                        | 200 г. н. э. — 1450 г. н. э.                                 |
| Пост-архаичный период (1000 до н. э. — по настоящее время)                | на юго-западе и по народам                                                | Фримонтская культура                                                            | Фримонтская культура                           | 400 г. н. э. — 1350 г. н. э.                                 |
| Пост-архаичный период (1000 до н. э. — по настоящее время)                | на юго-западе и по народам                                                | Патайян                                                                         | Патайян                                        | 700 г. н. э. — 1550 г. н. э.                                 |
| Пост-архаичный период (1000 до н. э. — по настоящее время)                | на юго-западе и по народам                                                | Могольон                                                                        | Могольон                                       | 700 г. н. э. — 1400 г. н. э.                                 |
| Пост-архаичный период (1000 до н. э. — по настоящее время)                | на востоке и по народам                                                   | Ранний Вудлендский период 1000 г. до н. э. — 1 г н. э.                          | Адена                                          | 1000 г. до н. э. — 100 г. до н. э.                           |
| Пост-архаичный период (1000 до н. э. — по настоящее время)                | на востоке и по народам                                                   | Ранний Вудлендский период 1000 г. до н. э. — 1 г н. э.                          | Дептфорд                                       | 800 г. до н. э. — 200 г. н. э.                               |
| Пост-архаичный период (1000 до н. э. — по настоящее время)                | на востоке и по народам                                                   | Средний Вудлендский период 1 — 500                                              | Хоупвелл                                       | 200 г. до н. э. — 400 г. н. э.                               |
| Пост-архаичный период (1000 до н. э. — по настоящее время)                | на востоке и по народам                                                   | Средний Вудлендский период 1 — 500                                              | Свифт-Крик (Хоупвелл)                          | 100—500                                                      |
| Пост-архаичный период (1000 до н. э. — по настоящее время)                | на востоке и по народам                                                   | Средний Вудлендский период 1 — 500                                              | Санта-Роса-Свифт-Крик (Хоупвелл)               | 100—300                                                      |
| Пост-архаичный период (1000 до н. э. — по настоящее время)                | на востоке и по народам                                                   | Средний Вудлендский период 1 — 500                                              | Марксвилл (Хоупвелл)                           | 1 — 400                                                      |
| Пост-архаичный период (1000 до н. э. — по настоящее время)                | на востоке и по народам                                                   | Средний Вудлендский период 1 — 500                                              | Копена (Хоупвелл)                              | 1 — 500                                                      |
| Пост-архаичный период (1000 до н. э. — по настоящее время)                | на востоке и по народам                                                   | Поздний Вудлендский период 500 — 1000                                           | Культура Коулз-Крик                            | 700—1100                                                     |
| Пост-архаичный период (1000 до н. э. — по настоящее время)                | на востоке и по народам                                                   | Миссисипская культура 900 — 1500 (окончание датируется контактом с европейцами) | Ранняя Миссисипская культура                   | 1000—1200                                                    |
| Пост-архаичный период (1000 до н. э. — по настоящее время)                | на востоке и по народам                                                   | Миссисипская культура 900 — 1500 (окончание датируется контактом с европейцами) | Средняя Миссисипская культура                  | 1200—1400 гг.                                                |
| Пост-архаичный период (1000 до н. э. — по настоящее время)                | на востоке и по народам                                                   | Миссисипская культура 900 — 1500 (окончание датируется контактом с европейцами) | Поздняя Миссисипская культура                  | 1400—1500 гг. (или контакт с европейцами)                    |
| Пост-архаичный период (1000 до н. э. — по настоящее время)                | на востоке и по народам                                                   | Форт-Эйншент (не миссисипская)                                                  | Форт-Эйншент (не миссисипская)                 | 1000—1550 гг.                                                |
| Пост-архаичный период (1000 до н. э. — по настоящее время)                | во Флориде и прилегающих землях Алабамы и Джорджии, по культурам          | Культура Виден-Айленд 100 — 1000                                                | Культура Кейдз-Понд                            | 100 — 700 гг.                                                |
| Пост-архаичный период (1000 до н. э. — по настоящее время)                | во Флориде и прилегающих землях Алабамы и Джорджии, по культурам          | Культура Виден-Айленд 100 — 1000                                                | Культура Коломаки                              | 350 — 750 гг.                                                |
| Пост-архаичный период (1000 до н. э. — по настоящее время)                | во Флориде и прилегающих землях Алабамы и Джорджии, по культурам          | Культура Виден-Айленд 100 — 1000                                                | Мак-Китен-Виден-Айленд                         | 200 — 700 гг.                                                |
| Пост-архаичный период (1000 до н. э. — по настоящее время)                | во Флориде и прилегающих землях Алабамы и Джорджии, по культурам          | Культура Виден-Айленд 100 — 1000                                                | Виден-Айленд I                                 | 200 — 750 гг.                                                |
| Пост-архаичный период (1000 до н. э. — по настоящее время)                | во Флориде и прилегающих землях Алабамы и Джорджии, по культурам          | Культура Виден-Айленд 100 — 1000                                                | Виден-Айленд II                                | 750 — 1000 гг.                                               |
| Пост-архаичный период (1000 до н. э. — по настоящее время)                | во Флориде и прилегающих землях Алабамы и Джорджии, по культурам          | Культура Вакулла                                                                | Культура Вакулла                               | 750 — 1000 гг.                                               |
| Пост-архаичный период (1000 до н. э. — по настоящее время)                | во Флориде и прилегающих землях Алабамы и Джорджии, по культурам          | Культура Форт-Уолтон                                                            | Культура Форт-Уолтон                           | 1000 — контакт с европейцами                                 |
| Пост-архаичный период (1000 до н. э. — по настоящее время)                | во Флориде и прилегающих землях Алабамы и Джорджии, по культурам          | Культура Пенсакола                                                              | Культура Пенсакола                             | 1250 — контакт с европейцами                                 |
| Пост-архаичный период (1000 до н. э. — по настоящее время)                | во Флориде и прилегающих землях Алабамы и Джорджии, по культурам          | Культура Сувонни-Вэлли                                                          | Культура Сувонни-Вэлли                         | 750 — контакт с европейцами                                  |
| Пост-архаичный период (1000 до н. э. — по настоящее время)                | во Флориде и прилегающих землях Алабамы и Джорджии, по культурам          | Культура Алачуа                                                                 | Культура Алачуа                                | 700 — контакт с европейцами                                  |
| Пост-архаичный период (1000 до н. э. — по настоящее время)                | во Флориде и прилегающих землях Алабамы и Джорджии, по культурам          | Культура Манасота                                                               | Культура Манасота                              | 550 г. до н. э. — 800 г. н. э.                               |
| Пост-архаичный период (1000 до н. э. — по настоящее время)                | во Флориде и прилегающих землях Алабамы и Джорджии, по культурам          | Культура Сейфети-Харбор                                                         | Культура Сейфети-Харбор                        | 800 — контакт с европейцами                                  |
| Пост-архаичный период (1000 до н. э. — по настоящее время)                | во Флориде и прилегающих землях Алабамы и Джорджии, по культурам          | Культура Калусахатчи                                                            | Культура Калусахатчи                           | 500 г. до н. э. — контакт с европейцами                      |
| Пост-архаичный период (1000 до н. э. — по настоящее время)                | во Флориде и прилегающих землях Алабамы и Джорджии, по культурам          | Культура Сент-Джонс                                                             | Культура Сент-Джонс                            | 550 г. до н. э. — контакт с европейцами                      |
| Пост-архаичный период (1000 до н. э. — по настоящее время)                | во Флориде и прилегающих землях Алабамы и Джорджии, по культурам          | Культура Бель-Глейд                                                             | Культура Бель-Глейд                            | 1050 г. до н. э. — контакт с европейцами                     |
| Пост-архаичный период (1000 до н. э. — по настоящее время)                | во Флориде и прилегающих землях Алабамы и Джорджии, по культурам          | Культура Глейдс                                                                 | Культура Глейдс                                | 550 г. до н. э. — контакт с европейцами                      |

## Культурно-хронологическая таблица для Нижней Миссисипской долины
| Нижне-миссисипская периодизация | Периодизация по реке Язу | Датировка                |
| ------------------------------- | ------------------------ | ------------------------ |
| Миссисипская культура           | Russell                  | 1600 to 1800 г. н. э.    |
| Миссисипская культура           | Холли-Блафф и др.        | 1400 to 1600 г. н. э.    |
| Миссисипская культура           | Майерсвиль               | 1200 to 1400 г. н. э.    |
| Миссисипская культура           | Криппен-Пойнт            | 1000 to 1200 г. н. э.    |
| Культура Коулз-Крик             | Кингз-Кроссинг           | 850—1000 гг.             |
| Культура Коулз-Крик             | Эйден                    | 700—850 гг.              |
| Культура Бэйтаун                | Бэйленд                  | 600—700 гг.              |
| Культура Бэйтаун                | Дисонвиль                | 300—600 гг.              |
| Марксвиль                       | Иссаквена                | 100—300 гг.              |
| Марксвиль                       | Андерсон-Лодж            | 100 до н. э. — 100 н. э. |
| Чула                            | Тускола                  | 300—100 до н. э.         |
| Джейктаун                       | Поверти-Пойнт            | 700—300 до н. э.         |
| Неизвестная фаза                | Поверти-Пойнт            | 1000—700 до н. э.        |